# Giorgio Agamben
Giorgio Agamben, född 22 april 1942 i Rom, är en italiensk filosof och professor i estetik vid universitetet i Verona. Han har dessutom en professur vid European Graduate School, undervisar vid Collège International de Philosophie i Paris och vid universitetet i Macerata i Italien. Han är känd för sina teorier om undantagstillstånd, homo sacer, och om mänskliga rättigheter. Agamben blev känd för sin kritik mot USA i efterdyningarna av 11 september.

## Estetiken
Ursprungligen forskade han inom lingvistik, poetik och medeltiden, och det är först under de senaste årtiondena som han börjat skriva om politik och juridik. Han är starkt influerad av Michael Foucault och italienska neo-marxistiska filosofer, och deltog under studenttiden i Martin Heideggers Le Thor-seminarierna om Herakleitos och Hegel. Han skrev sin avhandling om Simone Weil, vilken han lade fram vid universitetet i Rom.
Under en period var han verksam vid Warburg Institute i London, och då skrev han sitt huvudverk inom estetiken, Stanze, La parola e il fantasma nella cultura occidentale (1977; Stanzas, ord och fantasmer i den västerländska kulturen). I den analyserar han Sigmund Freuds och Ferdinand de Saussures teorier, och kommer bland annat fram till att metaspråk och tecken inte är transparenta. I Mezzi senza fine (1996; Medel utan mål) leder språkfilosofin in honom på politiken, som han beskriver som en mening utan slut; samtidens politik är enbart gester, menar Agamben. Den nya politiska och sociala kontexten innebär att politiken måste omkategoriseras för att inte bli meningslös. I sina politiska analyser tar han därför inte hänsyn till statsskick eller ideologi; politiska motpoler presenteras inte som sådana.

## Homo Sacer
Agambens mest kända verk inom politik och juridik är La comunità che viene (1990; Den kommande gemenskapen), Homo Sacer (1995; Den heliga människan, egentligen ett flerbandsverk) och Stato di eccezione (2003; Undantagstillståndet). I den förra gör han en begreppslig analys av livets potentialitet, för att gå vidare i en diskussion om den rätt som hör till livet. Han lägger där fram en tes om att det framtida samhället kommer att vända sig emot varje form av suveränitet, och skiljer mellan bios, kvalitativt liv, och zoe, bart eller naturligt liv. I Homo Sacer (den heliga människan) tar Agamben sin utgångspunkt i medborgerliga rättigheter i romersk rätt, och kommer fram till att makthavare alltid haft makt att bestämma över livet. Han diskuterar här med utgångspunkt i Foucaults idé om biopolitik; enligt Wallenstein menar inte Agamben likt Foucault att det skett ett paradigmskifte i politiken. Då Foucault menar att det politiska objektet övergått från territorium till befolkning, hävdar Agamben på basis av dikotomin bios/zoe, att livet alltid varit politikens objekt, och att livet varit dettas objekt genom uteslutning (en inneslutning genom uteslutning), såväl för bios som zoe.

## Undantagstillståndet
Undantagstillståndet, översatt till svenska av Sven-Olov Wallenstein, handlar om hur nöden och lagen kolliderar, och exemplifieras med västerlandets historia till och med USA:s roll och agerande efter 11 septemberattackerna. Agamben menar liksom Etienne Balibar och Chantal Mouffe, som också influerats av Carl Schmitt, att suveränen är den som ytterst bestämmer över undantagstillståndet. Under Romarriket fanns undantag till lagen, necessitas legem non habet, det som begås i nöd är undantaget från lagen. I modern tid, menar Agamben, har frasen kommit att betyda att vissa makthavare kan upphäva lagen om de finner sig vara i nöd. Detta undantagstillstånd har kommit att permanenteras, säger Agamben, och blivit den huvudsakliga metoden som makthavare använder för att styra. I praktiken råder det därmed inte någon skillnad mellan rätt och politik. Han menar att det i detta är uppenbart att de mänskliga rättigheterna grundas på de medborgerliga rättigheterna och inte tvärt om. När demokratier kan utlysa undantagstillstånd, har gränsen mellan demokrati och diktatur utplånats. Agamben menar också att länders själva styrelsesätt förändrats, och övergått mer och mer till en administration i stället för att regera med lag och rätt.
Giorgio Agamben har blivit kritiserad för att jämföra USA med Nazityskland, och för att aktualisera Carl Schmitt, men har sagt att han snarare är påverkad av Walter Benjamins filosofi. Till övriga viktiga influenser hör Martin Heidegger, Hannah Arendt och Thomas av Aquino.